# Rangsdorf
Rangsdorf – gmina w Niemczech w kraju związkowym Brandenburgia, w powiecie Teltow-Fläming. W 2008 gmina liczyła 10 190 mieszkańców.
Przez długi czas z miejscowością Rangsdorf związany był działacz polonijny Jan Baczewski, którego dom (pomalowany na niebiesko, Blaue Haus) został uznany przez władze niemieckie za pomnik kultury. W sierpniu 2010 budynek spłonął w niewyjaśnionych okolicznościach. W 2011 odsłonięto tablicę pamiątkową.

## Współpraca
Miejscowość partnerska:
- Lichtenau, Nadrenia Północna-Westfalia